# Mount Hector (Anvers-Insel)
Mount Hector ist ein 2225 m hoher und verschneiter Berg auf der Anvers-Insel im Palmer-Archipel vor der Westküste der Antarktischen Halbinsel. Im südlichen Teil der Trojan Range ragt er zwischen Mount Français und Mount Priam auf.
Der Falkland Islands Dependencies Survey nahm 1955 Vermessungen des Bergs vor. Das UK Antarctic Place-Names Committee benannte ihn 1957 nach Hektor, einer Gestalt aus der Ilias des antiken griechischen Dichters und Autors Homer.